# 2018年中華職棒季後挑戰賽
中華職棒29年季後挑戰賽於2018年10月19日至10月23日，在台南棒球場和新莊棒球場舉行。由於Lamigo桃猿包辦上下半季冠軍，獲得保送台灣大賽的資格並享有一場保送勝，而全年勝率第二的統一7-ELEVEn獅則與全年勝率第三的富邦悍將進行五戰三勝的比賽，爭奪台灣大賽門票。最終由統一獅以3：1擊敗富邦悍將，晉級台灣大賽挑戰Lamigo桃猿。

## 背景
| 上半季     | 上半季 | 上半季 | 上半季 | 上半季 | 上半季 | 上半季 |  | 下半季         | 下半季 | 下半季 | 下半季 | 下半季 | 下半季 | 下半季 |
| 球隊名稱   | 出賽   | 勝場   | 敗場   | 和     | 勝率   | 勝差   |  | 球隊名稱       | 出賽   | 勝場   | 敗場   | 和     | 勝率   | 勝差   |
| Lamigo桃猿 | 60     | 38     | 22     | 0      | .633   | －     |  | Lamigo桃猿     | 60     | 35     | 25     | 0      | .583   | －     |
| 統一獅     | 60     | 35     | 25     | 0      | .583   | 3      |  | 統一7-ELEVEn獅 | 60     | 29     | 30     | 1      | .567   | 5.5    |
| 富邦悍將   | 60     | 27     | 33     | 0      | .450   | 11     |  | 中信兄弟       | 60     | 28     | 31     | 0      | .475   | 6.5    |
| 中信兄弟   | 60     | 20     | 40     | 0      | .333   | 18     |  | 富邦悍將       | 60     | 27     | 33     | 0      | .450   | 8      |

| 排名 | 隊伍           | 已賽 | 勝場 | 負場 | 和局 | 勝率 | 勝差 |
| ---- | -------------- | ---- | ---- | ---- | ---- | ---- | ---- |
| 1    | Lamigo桃猿     | 120  | 73   | 47   | 0    | .608 | 封王 |
| 2    | 統一7-ELEVEn獅 | 120  | 64   | 55   | 1    | .538 | 8.5  |
| 3    | 富邦悍將       | 120  | 54   | 66   | 0    | .450 | 19   |
| 4    | 中信兄弟       | 120  | 48   | 71   | 1    | .403 | 24.5 |

2018年10月5日，已先後拿下上半季冠軍和年度第一的Lamigo桃猿，在主場打敗富邦悍將，奪下下半季冠軍，確定由年度戰績排行第2名統一7-ELEVEn獅出戰年度第3名富邦悍將。

## 逐場賽況

### 第一場
根據過去7次的季後挑戰賽紀錄，贏下G1的球隊，有5隊能闖進台灣大賽。因此富邦推出勝投王伍鐸，對決獅隊防禦率王羅里奇。
富邦在1上靠著陳品捷三壘安打和王正棠高飛犧牲打先聲奪人，但是從林哲瑄2上2出局時的三壘方向車布邊二壘安打後，富邦團隊安打數就此凍結。
獅隊在3下靠著陳傑憲適時安打追平比數。只是陳傑憲在跑壘時滑倒扭傷腳踝，卻讓獅子軍驚魂未定，為以防萬一還是提前將四爺換下去休息。
雖然獅隊8下錯過在9上搞定對手的機會，9下靠著保送和安打攻占一三壘後，輪到用全壘打完成完全比賽的郭阜林，他也不負眾望，以再見3分砲轟炸郭泓志，助隊以4：1搶下頭香。
| 2018年10月19日 星期五 中華職棒大聯盟29年季後賽 第一場 | 台南棒球場 | 台南棒球場 | 台南棒球場 | 台南棒球場 | 台南棒球場 | 台南棒球場 | 主審：紀華文 | 主審：紀華文 | 主審：紀華文 | 主審：紀華文 | 主審：紀華文 | 主審：紀華文 |
| 球隊名稱                                              | １         | ２         | ３         | ４         | ５         | ６         | ７           | ８           | ９           | Ｒ           | Ｈ           | Ｅ           |
| 富邦悍將                                              | 1          | 0          | 0          | 0          | 0          | 0          | 0            | 0            | 0            | 1            | 2            | 0            |
| 統一獅                                                | 0          | 0          | 1          | 0          | 0          | 0          | 0            | 0            | 3            | 4            | 7            | 2            |

勝利投手：陳韻文(1-0)
敗戰投手：林羿豪(0-1)
勝利打點：9局下郭阜林
全壘打：郭阜林(1)(9局下)
單場MVP：郭阜林
比賽時間：3小時8分
觀眾人數：4169人

### 第二場
第1戰僅出現2支安打的富邦悍將，在第2戰推出在例行賽對統一獅表現不理想的喬登對決江辰晏，結果第1局互探虛實後，先發起攻勢的是富邦。陳凱倫在2上2出局時，不但敲出團隊單場第3安，同時進帳2分打點。
5上富邦在王正棠率先安打上壘後，雖然被連抓2個出局數，但之後展開水銀瀉地的猛攻，連續7安痛擊獅隊牛棚（從林益全2分砲到王正棠單局第2安）。雖然王正棠的單局第2安相當深遠，他卻在挑戰場內全壘打時死在本壘前，不過富邦單局海灌7分，已經足夠鎖定勝利了。
獅隊不但被打得滿頭包，連進攻火力都顯得零星，只有林祐樂2下的適時安打和郭阜林陽春砲能帶給富邦威脅，錯誤百出的跑壘更讓反攻火苗完全點不著。終場富邦11：2扳平戰局，將主場優勢搶到手。
| 2018年10月20日 星期六 中華職棒大聯盟29年季後賽 第二場 | 台南棒球場 | 台南棒球場 | 台南棒球場 | 台南棒球場 | 台南棒球場 | 台南棒球場 | 主審：張展榮 | 主審：張展榮 | 主審：張展榮 | 主審：張展榮 | 主審：張展榮 | 主審：張展榮 |
| 球隊名稱                                              | １         | ２         | ３         | ４         | ５         | ６         | ７           | ８           | ９           | Ｒ           | Ｈ           | Ｅ           |
| 富邦悍將                                              | 0          | 2          | 0          | 1          | 7          | 1          | 0            | 0            | 0            | 11           | 16           | 0            |
| 統一獅                                                | 0          | 1          | 0          | 1          | 0          | 0          | 0            | 0            | 0            | 2            | 8            | 2            |

勝利投手：喬登(1-0)
敗戰投手：江辰晏(0-1)
勝利打點：2局上陳凱倫
全壘打：郭阜林(2)(4局下)、林益全(1)(5局上)
單場MVP：陳凱倫
比賽時間：3小時34分
觀眾人數：7128人

### 第三場
回到溫暖的北方城堡，富邦悍將推出本季WHIP值最低的三振王羅力守城；而踢館的獅隊不但推出投出完全比賽的瑞安，打擊教練劉育辰還把原本在主場使用的練習器材一起帶到新莊。
就結果來說，獅隊收到很好的效果。他們在2上率先打破僵局，3支安打串聯得到第1分，但很可惜再度出現跑壘失誤，這個半局只拿1分。
3下富邦用2個出局數換到林哲瑄推進2個壘包後，也接連打出3支安打，不但以2：1超前，而且獅隊回傳過高，差點發生失誤，然而林益全未能掌握大好機會吞下老K。
5上獅隊楊家維敲安後，唐肇廷犧牲自己，成功把球做給潘武雄，而TAKE也沒有辜負小老弟，不只敲出適時安打追平比數，還靠著對手漏接的失誤，創下盜壘失敗卻上二壘的奇蹟，但這個半局獅隊也只有追平。
6上獅隊再來一次，郭阜林率先打出安打，接著陳鏞基犧牲自己護送隊友攻佔得點圈。雖然鄭鎧文放槍，下一棒的林祐樂補刀成功，幫助獅子軍要回領先，也把羅力打退場。
8上獅隊追加保險分，林祐樂和楊家維接連2支安打，打回獅隊第4分，最後交給陳韻文關門成功，以4：2率先聽牌。
| 2018年10月21日 星期日 中華職棒大聯盟29年季後賽 第三場 | 新莊棒球場 | 新莊棒球場 | 新莊棒球場 | 新莊棒球場 | 新莊棒球場 | 新莊棒球場 | 主審：王俊宏 | 主審：王俊宏 | 主審：王俊宏 | 主審：王俊宏 | 主審：王俊宏 | 主審：王俊宏 |
| 球隊名稱                                              | １         | ２         | ３         | ４         | ５         | ６         | ７           | ８           | ９           | Ｒ           | Ｈ           | Ｅ           |
| 統一獅                                                | 0          | 1          | 0          | 0          | 1          | 1          | 0            | 1            | 0            | 4            | 11           | 0            |
| 富邦悍將                                              | 0          | 0          | 2          | 0          | 0          | 0          | 0            | 0            | 0            | 2            | 9            | 2            |

勝利投手：瑞安
敗戰投手：羅力
勝利打點：6局上林祐樂
全壘打：無
單場MVP：林祐樂
比賽時間：3小時48分
觀眾人數：10772人

### 第四場
退無可退的富邦悍將，在G4推出陳仕朋迎戰獅隊施子謙，而富邦打線也很幫忙，在2下接連3支安打先下一城，接著用內野滾地球換回第2分，然後趁捕逸和投手牽制一壘，三壘上的林哲瑄完成中職季後賽史上第一次盜本壘，富邦取得3：0領先，迫使獅隊把施子謙換下去休息，改由洋投安迪接手。
只是隊友的火力奧援似乎讓陳仕朋有些過度興奮，在3上開始不穩。楊家維打出獅隊全場第1支安打，就是一支2分砲，把獲得保送上壘的郭峻偉一併打回來，接著陳仕朋在投出第2個保送後，富邦啟動黃亦志接手。雖然富邦單局送出3次保送，獅隊也只追到1分差。
不過富邦獲得第4分後，獅隊在4上2出局時突然發動猛攻，2支安打加1次保送塞滿壘包，接著陳傑憲一棒追平，而富邦守備偏偏在這時掉螺絲，連續2次失誤讓超前分回來，四爺上三壘，也讓黃亦志黯然退場，換賴鴻誠出來擦屁股。
5上賴鴻誠投出三振，率先安打上壘的買嘉儀嘗試盜壘也被抓到，眼看能全身而退，沒想到先對陳鏞基投保送，接著被連續打出二壘安打和一壘安打，再丟2分後被換下去；6上獅隊再取2分，拉開到9：4領先。
然而5分領先在手，獅隊牛棚卻差點搞砸。王鏡銘在7下只投0.1局就掉了3分，獅隊不得不推出江承峰出來止血；9下輪到陳韻文投出不死三振，接著富邦二壘安打打回代跑，所幸獅隊終結者回穩連抓2個出局數，讓獅隊在驚滔駭浪中，收下睽違5年的台灣大賽門票。而8上登場，1.1局被打一支安打，2K2BB的郭泓志，則是在退場時吻別投手丘，完成感人的退休儀式。
| 2018年10月22日 星期一 中華職棒大聯盟29年季後賽 第四場 | 新莊棒球場 | 新莊棒球場 | 新莊棒球場 | 新莊棒球場 | 新莊棒球場 | 新莊棒球場 | 主審：蘇建文 | 主審：蘇建文 | 主審：蘇建文 | 主審：蘇建文 | 主審：蘇建文 | 主審：蘇建文 |
| 球隊名稱                                              | １         | ２         | ３         | ４         | ５         | ６         | ７           | ８           | ９           | Ｒ           | Ｈ           | Ｅ           |
| 統一獅                                                | 0          | 0          | 2          | 3          | 2          | 2          | 0            | 0            | 0            | 9            | 11           | 0            |
| 富邦悍將                                              | 0          | 3          | 1          | 0          | 0          | 0          | 3            | 0            | 1            | 8            | 13           | 2            |

勝利投手：安狄
敗戰投手：黃亦志
勝利打點：
全壘打：楊家維(2)(3局上)
單場MVP：安狄
比賽時間：4小時 34分
觀眾人數：5628人

## 外部連結
- 2018年中華職棒季後挑戰賽在台灣棒球維基館上的頁面（繁體中文）
- 中華職業棒球大聯盟（页面存档备份，存于）（繁體中文）